# Rosureux
Rosureux é uma comuna francesa na região administrativa de Borgonha-Franco-Condado, no departamento de Doubs. Estende-se por uma área de 6,14 km². Em 2010 a comuna tinha 81 habitantes (densidade: 13,2 hab./km²).